# Ashton (Devon)
Ashton – civil parish w Anglii, w hrabstwie Devon, w dystrykcie Teignbridge. W 2011 roku civil parish liczyła 203 mieszkańców. Ashton jest wspomniana w Domesday Book (1086) jako Essestone/Essetona.